# Generalkommando 60
Das Generalkommando 60 war ein Großverband der Armee des Deutschen Kaiserreiches im Ersten Weltkrieg.

## Gliederung
Es handelte sich beim Generalkommando 60 um ein Generalkommando z. b. V. (Generalkommando zur besonderen Verwendung). Diese entstanden ab 1916 und waren reine Kommandostellen, die militärischen Einheiten wurden ihm nach Bedarf zugeordnet.

## Geschichte

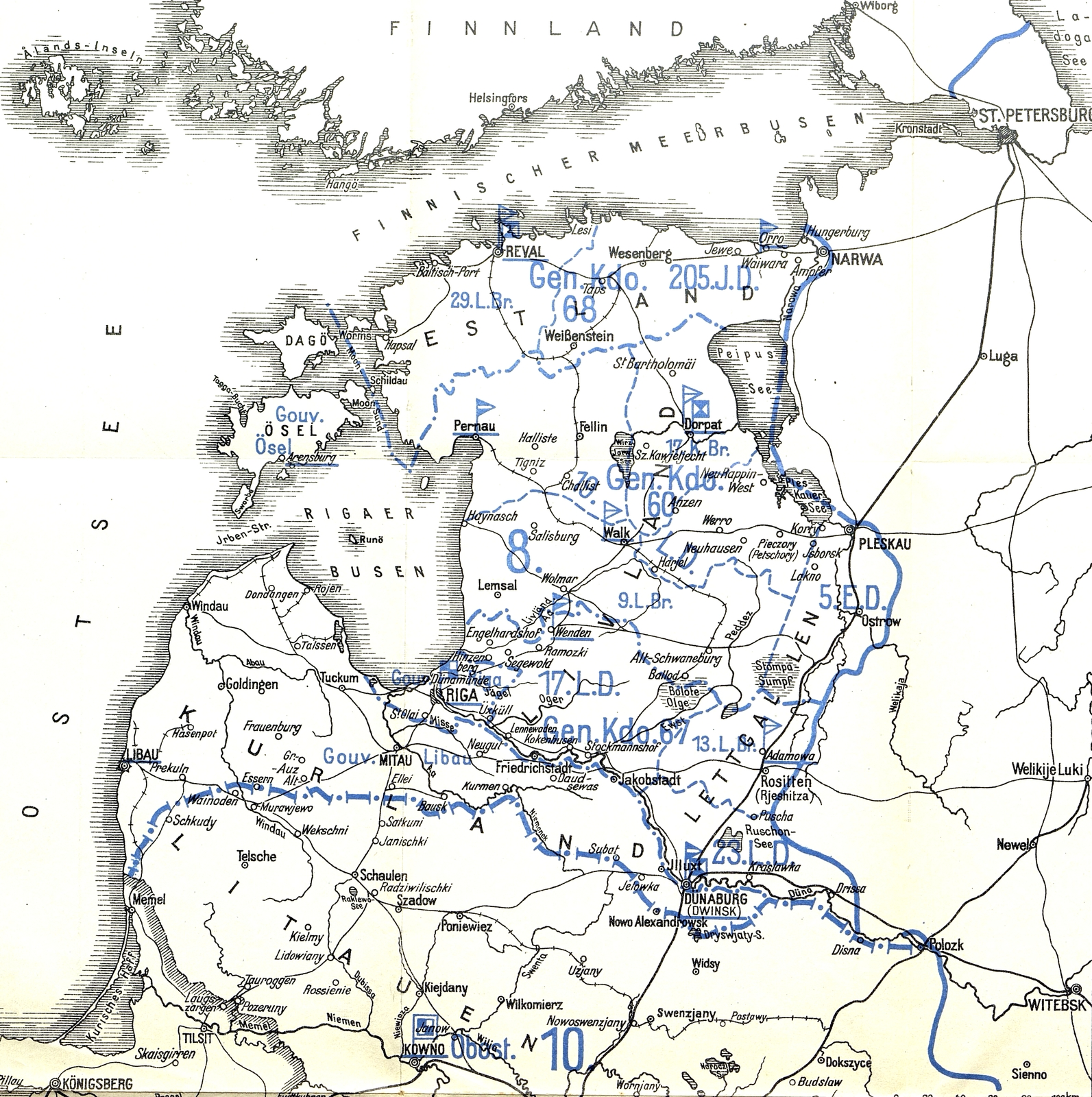
Sitz des GK 60 in Dorpat

Vorläufer des Generalkommandos 60 war die Armeegruppe Mitau. Generalleutnant Günther von Pappritz wurde am 25. November 1916 zum Kommandeur des neu gegründeten Generalkommandos z.b.V. Nr. 60 ernannt. Das Generalkommando war bis Kriegsende an der nördlichen Ostfront als Teil der 8. Armee eingesetzt.
In der Winterschlacht an der Aa vom 5. bis 11. Januar 1917 erfolgte durch die russische 12. Armee unter General Dimitriew ein starker Durchbruchsversuch in Richtung auf Mitau, der bis Ende Januar durch Heranführung der 2. Division erfolgreich begegnet werden konnte. Im August 1917 gelang dem bei Tuckum an der Ostsee verschobenen Generalkommando mit der unterstellten 202. und 205. Infanterie-Division die Besetzung von Schlok. Während der Eroberung von Riga unterstützte die „Gruppe Pappritz“ die im Osten der Stadt umfassende deutsche Hauptangriffsgruppe (Generalkommando 51 und XXIII. Reserve-Korps) durch das Vorgehen der 202. Infanterie-Division von Westen und der 22. Landwehr-Division von Süden.

## Kommandierender General
| Dienstgrad      | Name                 | Datum                               |
| --------------- | -------------------- | ----------------------------------- |
| Generalleutnant | Günther von Pappritz | 25. November 1916 bis 16. März 1918 |
| Generalleutnant | Ludwig von Estorff   | 16. März 1918 bis Kriegsende        |